# 도널드의 사냥은 힘들다
《도널드의 사냥은 힘들다》(영어: No Hunting)는 1955년에 공개된 월트 디즈니 애니메이션 스튜디오의 단편 애니메이션 영화이다. 도널드 덕이 할아버지와 함께 사냥을 나가면서 벌어지는 일들을 소재로 하고 있다.